# Peter A. McCullough
Pour les articles homonymes, voir Peter McCullough et McCullough.
Peter A. McCullough, né le 29 décembre 1962 à Buffalo, dans l'État de New York, (MD, MPH, FACC) est un cardiologue américain. Pendant la pandémie de Covid-19, il tient des propos contraires au consensus scientifique à propos des vaccins et des traitements.

## Biographie
Après avoir obtenu un baccalauréat de l'université Baylor, le Dr McCullough obtient son diplôme de médecine en tant que diplômé Alpha Omega Alpha de la Southwestern Medical School de l'université du Texas à Dallas. Il effectue ensuite son internat à l'université de Washington à Seattle, grâce à une bourse en cardiologie qui inclut un service en tant que fellow en chef à l'hôpital William Beaumont, puis il obtient une maîtrise en santé publique à l'université du Michigan.
Il a été professeur principal en médecine interne à l'université A&M du Texas Health Sciences Center et a travaillé au Baylor University Medical Center à Dallas, au Texas. Il quitte cette fonction en février 2021 dans le cadre d'un accord confidentiel aux termes duquel il s'engage à ne plus mentionner son appartenance à cette institution. En juillet, Baylor engage des poursuites contre McCullough pour l'obliger à respecter les termes de cet accord,,. Le 17 janvier 2023, le 191e tribunal du district judiciaire du comté de Dallas classe l'affaire après que le plaignant s'est désisté volontairement de son action contre le docteur. Bien que les détails n'aient pas été divulgués, selon The Texan, un désistement volontaire intervient généralement après qu'un accord a été conclu entre les parties.

## Travaux
Le Dr McCullough a notamment travaillé sur le rôle de la maladie rénale chronique en tant qu'état de risque cardiovasculaire avec plus de 1 000 publications et plus de 500 citations dans la National Library of Medicine. Ses travaux incluent « Interface between Renal Disease and Cardiovascular Illness » dans le Heart Disease Textbook de Braunwald.
Peter A. McCullough a aussi travaillé sur l'impact de l'obésité sur les maladies cardiaques,, et notamment les effets de la chirurgie bariatrique.
Le Dr McCullough est l'un des fondateurs et président actuel de la Cardiorenal Society of America, une organisation réunissant des cardiologues et des néphrologues pour travailler sur le problème émergent des syndromes cardio-rénaux. Il est co-éditeur de Reviews in Cardiovascular Medicine et éditeur associé de l'American Journal of Cardiology and Cardiorenal Medicine. Le Dr McCullough a été conférencier invité à l'Académie des sciences de New York, aux National Institutes of Health, à la Food and Drug Administration (FDA), à l'Agence européenne des médicaments et invité comme expert à un groupe de contrôle du Congrès.

## Travaux controversés et désinformation concernant la Covid-19
En août 2020, le Pr McCullough publie un article proposant des traitements ambulatoires précoces pour les personnes affectées par la Covid-19 dans The American Journal of Medicine. Le rédacteur en chef du journal, Joseph S. Alpert, précise que cet article ne reflète pas la position du journal. En mars 2021, cette publication faisait partie des 10 publications les plus lues sur la Covid-19.[pertinence contestée]
Le 11 mars 2021, il donne une conférence au Comité sénatorial de la santé et des services sociaux du Texas dans laquelle il affirme que les traitements précoces permettent de réduire les hospitalisations de 85 %. En réponse à cette vidéo, Bruno Lina, professeur de virologie et membre du conseil scientifique interrogé le 7 avril, explique pour l'AFP que « la vaccination a un but collectif qui est de réduire la transmission du virus par le fait qu'un immunisé ne transmet plus ou beaucoup moins. Si l'on ne vaccine pas les moins de 50 ans, on a moins de 50 % de la population qui sera immunisé, et dans ces conditions ça ne freinera jamais la circulation du virus ». Il explique aussi que l'« on observe des formes graves dans toutes les tranches d'âge, même si c'est plus fréquent chez les plus âgés », soulignant que la moyenne d'âge a reculé dans les services de réanimation depuis le début de la campagne de vaccination. Dans la même vidéo, Peter McCullough postule que les asymptomatiques ne contaminent personne sur la base d'une étude chinoise, mais par la suite les auteurs de l'étude ont expliqué dans un communiqué que leur travail avait été mal interprété et que les véritables raisons de ce manque de contamination était le confinement de 70 jours et les mesures sanitaires prises à Wuhan à ce moment-là. L'un des auteurs de l'étude, Fujian Song, confirme dans un courriel à l'AFP le 6 janvier 2021 qu'il est « trompeur/incorrect/erroné de conclure que « tous les asymptomatiques » infectés par le Covid-19 ne sont pas infectieux, sur la base des résultats » de l'étude,. Le Pr McCullough postule finalement que « les personnes qui développent le Covid obtiennent une immunité complète et durable [et qu'il] n'existe aucune justification scientifique pour vacciner un patient guéri », cependant le Pr Olivier Schwartz explique que toutes personnes ayant contracté le Covid, même en ayant une forme grave devrait se faire vacciner « car le taux d'anticorps décroît chez toutes les personnes, donc au bout d'un moment on sera à un taux d'anticorps bas, qui va diminuer probablement la protection ».
Le 19 mai 2021, il donne une longue interview dans laquelle il se montre très critique vis-à-vis des actions du gouvernement et des agences de santé américaines. Il prétend que les vaccins contre la Covid-19 ont causé plus de 4 000 morts, que les survivants du virus ne peuvent pas le contracter à nouveau et que la protéine Spike des vaccins est dangereuse. L'organisation Health Feedback répond à cette affirmation en précisant que des cas de réinfection au Covid-19 ont été documentés. Elle explique aussi que la FDA a évalué lors de la troisième phase des essais cliniques qui a duré 5 mois environ et sur 10 000 patients, que les vaccins étaient à la fois sûrs et efficaces. De plus, l'organisation considère fallacieuse l'affirmation sur la protéine Spike car la quantité induite par le vaccin est trop basse pour causer des dommages.
Le 29 juin 2021, il donne une vidéoconférence à l'IHU Méditerranée Infection intitulée « Pathophysiologic Basis and Clinical Rationale for Early Ambulatory Treatment for COVID-19 and Update on Vaccine Safety ». Dans cet entretien, il affirme qu'il y a « plus de blessures et de décès liés aux vaccins » que d’hospitalisations et de morts causées par le Covid-19 aux États-Unis. Selon l'Agence France-Presse, cette affirmation est inexacte, car les chiffres officiels de pharmacovigilance qu'il cite ne permettent pas d’établir un lien de causalité entre les décès rapportés et les vaccins, et le nombre total de décès et d’hospitalisations liés à la Covid-19 est de toute façon largement supérieur au nombre de cas d’effets secondaires signalés après la vaccination aux États-Unis, que ceux-ci soient liés ou non à la vaccination.
Le 25 septembre 2021, il tient à nouveau des propos trompeurs dans une vidéo publiée sur Facebook, où il recommande à la Malaisie d'arrêter sa campagne de vaccination sur le champ, au motif que les vaccins ne seraient pas sûrs. Dans cette vidéo, il tient d'autres propos trompeurs, prétendant notamment que les vaccins provoquent des mutations du virus et que les personnes asymptomatiques ne transmettent pas le virus.
Le 24 janvier 2022, il participe à un panel de désinformation à propos de la pandémie de Covid-19.

## Prix pour ses travaux en cardiologie
Le Dr McCullough est récipiendaire du prix Simon Dack de l'American College of Cardiology (en) et du prix international Vicenza en néphrologie des soins intensifs pour sa bourse et ses recherches.